# Sant Jaume de Creixell
Sant Jaume de Creixell és una església del municipi de Creixell (Tarragonès) inclòs en l'Inventari del Patrimoni Arquitectònic de Catalunya. L'església és un edifici mostra una barreja d'estils gòtic i renaixentista. Fou erigida el 1559 per decret del cardenal Dòria, arquebisbe de Tarragona. La seva estructura interior és d'una sola nau amb capçalera plana i capelles laterals al costat de l'Evangeli i una capella baixa al costat de l'Epístola que s'anomena "La cripta", amb volta de maons i data de 1663. A la nau hi ha creueria quadripartita i volta de canó a les capelles. A la clau del presbiteri hi ha la data de 1559.
La façana és renaixentista amb frontó triangular damunt de pilastres a la porta principal (1662). Al costat hi ha l'antiga rectoria, que és un edifici de pedra amb portada d'arc de mig punt i finestres decorades amb motllures de força interès.
Són destacables les pintures murals del segle xvii amb les imatges de Santa Tecla i Santa Llúcia.
El campanar fou construït l'any 1771. Cal destacar la restauració feta per l'arquitecte Josep Maria Jujol. La base del campanar és quadrada, però la part superior és octogonal. Al damunt s'aixeca un cimbori addicional, obra de Jujol. Està format per una cúpula parabòlica. La volta és sostinguda per arcs metàl·lics creuats des del centre. A cada un dels vessants dels arcs hi ha un ull de bou de totxo. Pels costats exteriors de la volta pedres característiques de l'obra de Jujol.
Quatre figures de 4,5 m d'alçada realitzades a peu d'obra rematen el cim del campanar.